# Нормальный алгоритм
Норма́льный алгори́тм (алгори́фм) Ма́ркова (НАМ, также марковский алгоритм) — один из стандартных способов формального определения понятия алгоритма (другой известный способ — машина Тьюринга). Понятие нормального алгоритма введено А. А. Марковым (младшим) в конце 1940-х годов в работах по неразрешимости некоторых проблем теории ассоциативных вычислений. Традиционное написание и произношение слова «алгорифм» в этом термине также восходит к его авторству, многие годы читавшему курс математической логики на механико-математическом факультете МГУ.
Нормальный алгоритм описывает метод переписывания строк, похожий по способу задания на формальные грамматики. НАМ — полный по Тьюрингу язык, что делает его по выразительной силе эквивалентным машине Тьюринга и, следовательно, современным языкам программирования. На основе НАМ был создан функциональный язык программирования Рефал.

## Описание
Нормальные алгоритмы вербальны, то есть предназначены для применения к словам в различных алфавитах.
Определение всякого нормального алгоритма состоит из двух частей: определения алфавита алгоритма (к словам, из символов которого алгоритм будет применяться) и определения его схемы. Схемой нормального алгоритма называется конечный упорядоченный набор так называемых формул подстановки, каждая из которых может быть простой или заключительной. Простыми формулами подстановки называются слова вида {\displaystyle L\to D}, где {\displaystyle L} и {\displaystyle D} — два произвольных слова в алфавите алгоритма (называемые, соответственно, левой и правой частями формулы подстановки). Аналогично, заключительными формулами подстановки называются слова вида {\displaystyle L\to \cdot D}, где {\displaystyle L} и {\displaystyle D} — два произвольных слова в алфавите алгоритма. При этом предполагается, что вспомогательные буквы {\displaystyle \to } и {\displaystyle \to \cdot } не принадлежат алфавиту алгоритма (в противном случае на исполняемую ими роль разделителя левой и правой частей следует избрать другие две буквы).
Примером схемы нормального алгоритма в пятибуквенном алфавите {\displaystyle |*abc} может служить схема
{\displaystyle \left\{{\begin{matrix}|b&\to &ba|\\ab&\to &ba\\b&\to &\\{*}|&\to &b*&\\{*}&\to &c&\\|c&\to &c\\ac&\to &c|\\c&\to \cdot \end{matrix}}\right.}
Процесс применения нормального алгоритма к произвольному слову {\displaystyle V} в алфавите этого алгоритма представляет собой дискретную последовательность элементарных шагов, состоящих в следующем. Пусть {\displaystyle V'} — слово, полученное на предыдущем шаге работы алгоритма (или исходное слово {\displaystyle V}, если текущий шаг — первый). Если среди формул подстановки нет такой, левая часть которой входила бы в {\displaystyle V'}, то работа алгоритма считается завершённой, и результатом этой работы считается слово {\displaystyle V'}. Иначе среди формул подстановки, левая часть которых входит в {\displaystyle V'}, выбирается самая первая. Если эта формула подстановки имеет вид {\displaystyle L\to \cdot D}, то из всех возможных представлений слова {\displaystyle V'} в виде {\displaystyle RLS} выбирается такое, при котором {\displaystyle R} — самое короткое, после чего работа алгоритма считается завершённой с результатом {\displaystyle RDS}. Если же эта формула подстановки имеет вид {\displaystyle L\to D}, то из всех возможных представлений слова {\displaystyle V'} в виде {\displaystyle RLS} выбирается такое, при котором {\displaystyle R} — самое короткое, после чего слово {\displaystyle RDS} считается результатом текущего шага, подлежащим дальнейшей переработке на следующем шаге.
Например, в ходе процесса применения алгоритма с указанной выше схемой к слову {\displaystyle |*||} последовательно возникают слова {\displaystyle |b*|}, {\displaystyle ba|*|}, {\displaystyle a|*|}, {\displaystyle a|b*}, {\displaystyle aba|*}, {\displaystyle baa|*}, {\displaystyle aa|*}, {\displaystyle aa|c}, {\displaystyle aac}, {\displaystyle ac|} и {\displaystyle c||}, после чего алгоритм завершает работу с результатом {\displaystyle ||}. Другие примеры смотрите ниже.
Любой нормальный алгоритм эквивалентен некоторой машине Тьюринга, и наоборот — любая машина Тьюринга эквивалентна некоторому нормальному алгоритму. Вариант тезиса Чёрча — Тьюринга, сформулированный применительно к нормальным алгоритмам, принято называть «принципом нормализации».
Нормальные алгоритмы оказались удобным средством для построения многих разделов конструктивной математики. Кроме того, заложенные в определении нормального алгоритма идеи используются в ряде ориентированных на обработку символьной информации языков программирования — например, в языке Рефал.

## Примеры

### Пример 1
Использование алгоритма Маркова для преобразований над строками.
Алфавит:
{ а…я, А…Я, «пробел», «точка» }
Правила:
1. А → апельсин
2. кг → килограмм
3. М → магазинчике
4. Т → том
5. магазинчике →. ларьке (заключительная формула)
6. в том ларьке → на том рынке

Исходная строка:
Я купил кг Аов в Т М.
При выполнении алгоритма строка претерпевает следующие изменения:
1. Я купил кг апельсинов в Т М.
2. Я купил килограмм апельсинов в Т М.
3. Я купил килограмм апельсинов в Т магазинчике.
4. Я купил килограмм апельсинов в том магазинчике.
5. Я купил килограмм апельсинов в том ларьке.

На этом выполнение алгоритма завершится (так как будет достигнута формула № 5, которую мы сделали заключительной).

### Пример 2
Данный алгоритм преобразует двоичные числа в «единичные» (в которых записью целого неотрицательного числа N является строка из N палочек). Например, двоичное число 101 преобразуется в 5 палочек: |||||.
Алфавит:
{ 0, 1, | }
Правила:
1. 1 → 0|
2. |0 → 0||
3. 0 → "" (пустая строка)

Исходная строка:
101
Выполнение:
1. 0|01
2. 0|00|
3. 00||0|
4. 00|0|||
5. 000|||||
6. 00|||||
7. 0|||||